# Kłosownica
Kłosownica (Brachypodium) – rodzaj bylin należących do rodziny wiechlinowatych. Należy tu 16 gatunków występujących w obszarach położonych w klimacie umiarkowanym półkuli północnej oraz w strefie międzyzwrotnikowej w górach. Do flory polskiej należą dwa gatunki rodzime: kłosownica pierzasta (B. pinnatum) i kłosownica leśna (B. sylvaticum), przejściowo zawlekana jest kłosownica dwukłoskowa (B. distachyon).

## Morfologia

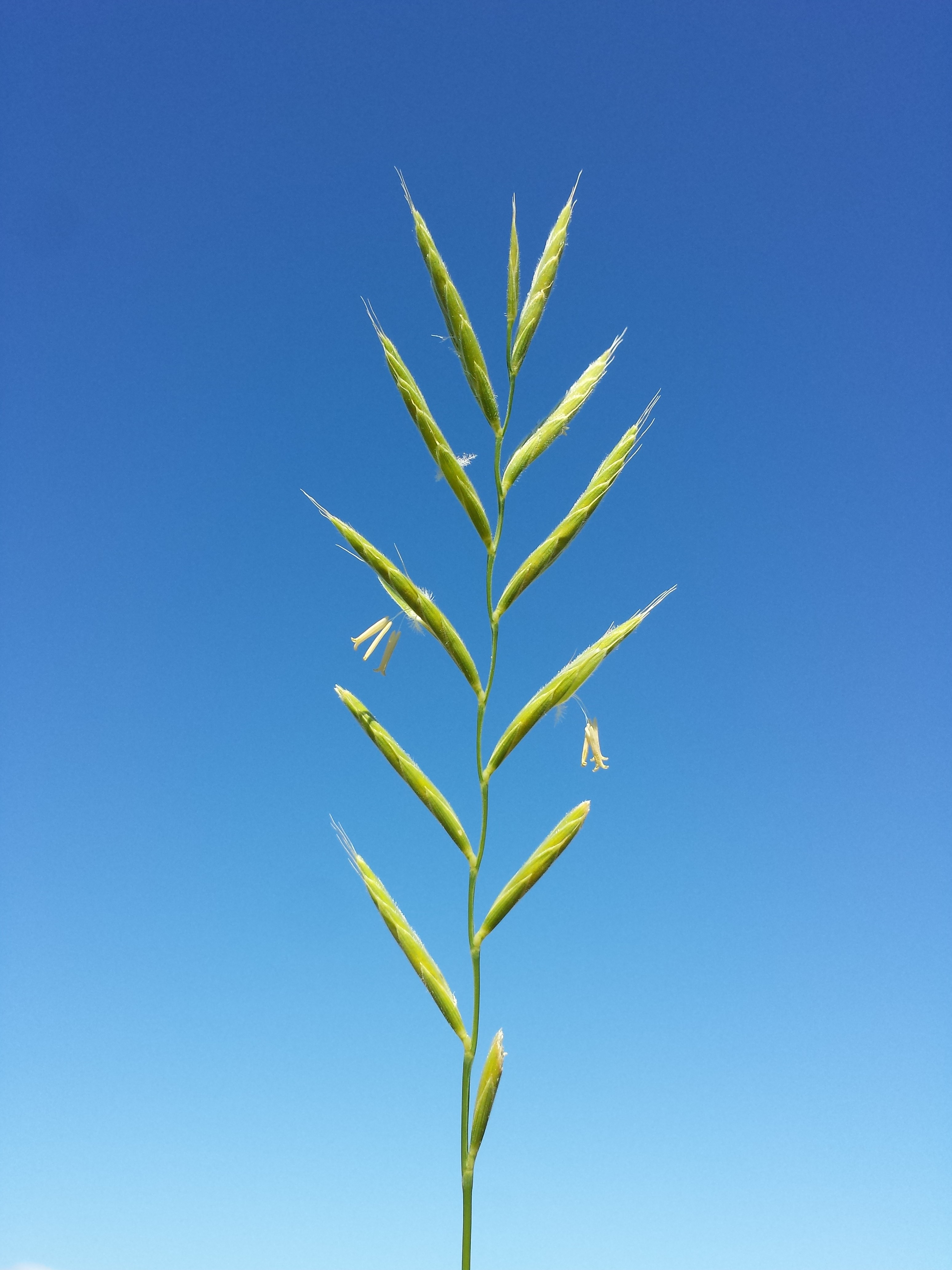
Kwiatostan kłosownicy pierzastej

LiściePłaskie blaszki liściowe z ząbkowanym języczkiem. Kolanka i pochwy liściowe są owłosione.
KwiatyZebrane w kłoski 5-28-kwiatowe, ustawione naprzeciwlegle na osi kwiatostanu zakończonej kłoskiem szczytowym.

## Systematyka
Pozycja systematyczna według APweb (aktualizowany system APG IV z 2016)
Rodzaj należący do rodziny wiechlinowatych (Poaceae), rzędu wiechlinowców (Poales). W obrębie rodziny należy do podrodziny wiechlinowe (Pooideae), plemienia Brachypodieae (jako jedyny rodzaj w obrębie plemienia).
Pozycja w systemie Reveala (1994–1999)
Gromada okrytonasienne (Magnoliophyta Cronquist), podgromada Magnoliophytina Frohne & U. Jensen ex Reveal, klasa jednoliścienne (Liliopsida Brongn.), podklasa komelinowe (Commelinidae Takht.), nadrząd Juncanae Takht., rząd wiechlinowce (Poales Small), rodzina wiechlinowate (Poaceae (R. Br.) Barnh.), podplemię  Brachypodiinae Hackel in Engl. & Prantl, rodzaj kłosownica (Brachypodium).
Wykaz gatunków
- Brachypodium × ambrosii Sennen
- Brachypodium × apollinaris  Sennen
- Brachypodium arbuscula (Gay ex St.-Yves) Gay ex St.-Yves
- Brachypodium arbusculum Knoche
- Brachypodium bolusii Stapf
- Brachypodium × cugnacii A.Camus
- Brachypodium × diazii Sennen
- Brachypodium distachyon (L.) P.Beauv. – kłosownica dwukłoskowa
- Brachypodium firmifolium H.Lindb.
- Brachypodium flexum Nees
- Brachypodium humbertianum A.Camus
- Brachypodium kawakamii Hayata
- Brachypodium kotschyi Boiss.
- Brachypodium madagascarien se A.Camus & H.Perrier
- Brachypodium mexicanum (Roem. & Schult.) Link
- Brachypodium pentastachyum  (Tineo) Nyman
- Brachypodium perrieri A.Camus
- Brachypodium phoenicoides (L.) Roem. & Schult.
- Brachypodium pinnatum (L.) P.Beauv. – kłosownica pierzasta
- Brachypodium pringlei Scribn. ex Beal
- Brachypodium retusum (Pers.) P.Beauv.
- Brachypodium sylvaticum (Huds.) P.Beauv. – kłosownica leśna